# Poul Andersen (borgmester)
 For alternative betydninger, se Poul Andersen. (Se også artikler, som begynder med Poul Andersen)
Poul Andersen (født 1950, død 3. november 2021) var en dansk lokalpolitiker fra Socialdemokratiet, der kortvarigt var borgmester i Roskilde Kommune fra 27. juni til 8. august 2019.
Andersen blev valgt ind i byrådet i den gamle Gundsø Kommune ved kommunalvalget i 1993. Han blev første viceborgmester i Roskilde Kommune i 2014. Da daværende borgmester Joy Mogensen den 27. juni 2019 takkede ja til tilbuddet fra den ny statsminister Mette Frederiksen om posten som kirke- og kulturminister i regeringen, og derfor måtte gå af som borgmester, blev Poul Andersen formelt fungerende borgmester indtil den ny borgmester Tomas Breddam blev valgt på byrådsmøde den 8. august 2019. Da Tomas Breddam blev borgmester, blev Andersen atter 1. viceborgmester.
Andersen døde 3. november 2021.